# Airavata

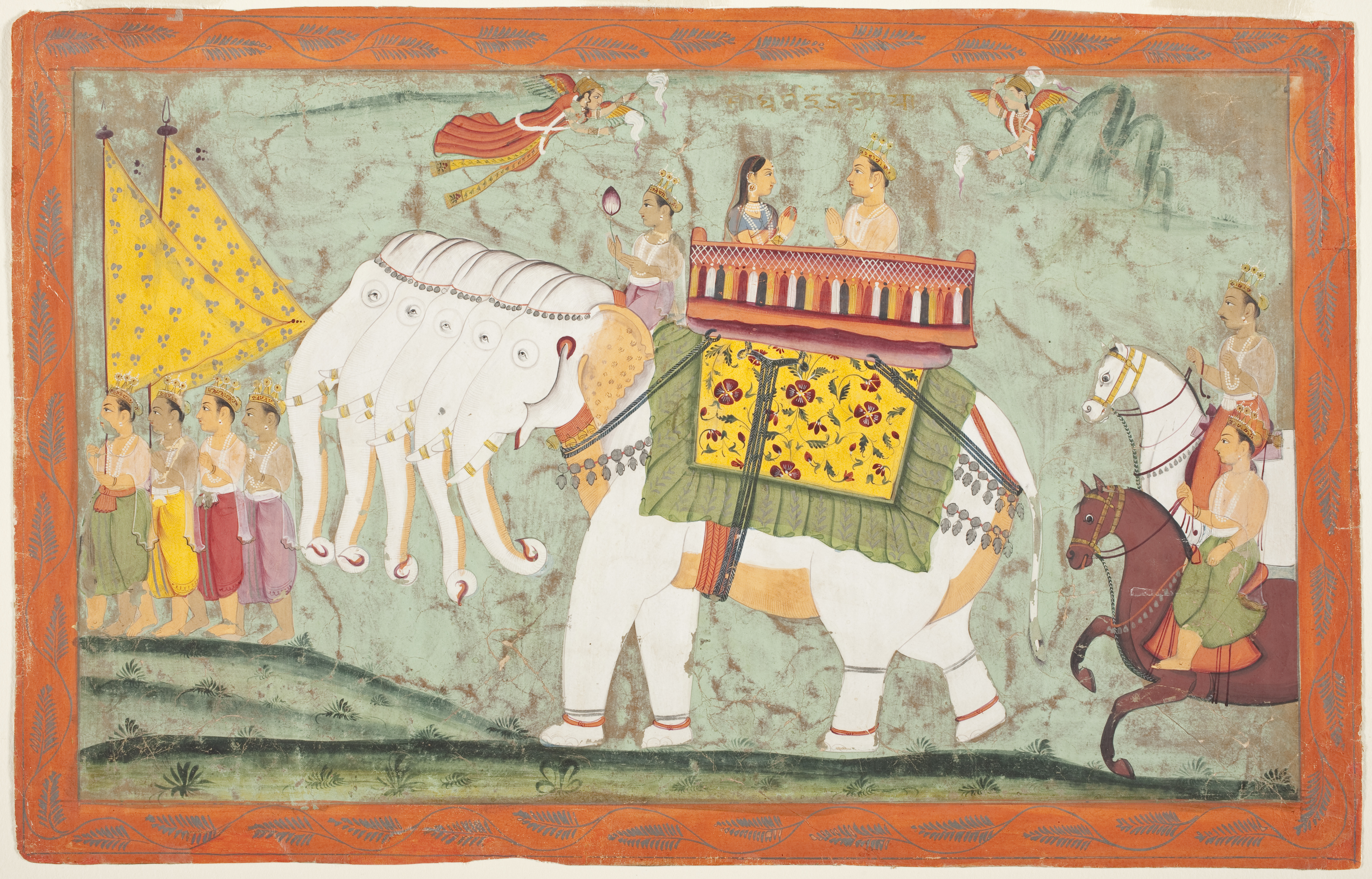
Indra en Sachi rijden op vahana Airavata

Airavata ('van Iravati' of 'voortgekomen uit de oceaan') is in de Hindoeïstische mythologie de witte olifant die bereden wordt door Indra, de koning van de goden en zijn echtgenote Sachi. Hij is volgens de Ramayana de zoon van Iravati. Andere namen zijn Abhra-Matanga (olifant van de wolken), Naga-malla (vechtende olifant) en Arkasodara (broer van de zon).
Airavata heeft tien slagtanden en vijf slurven.
Ganesha, de zoon van godin Parvati, werd op zijn geboortefeest door Sati (de planeet Saturnus) bekeken en zijn hoofd verviel tot as. Sati wilde oorspronkelijk niet op het geboortefeest komen, maar werd gedwongen door Parvati. Vishnoe ging op zoek naar een ander hoofd en Ganesha kreeg het hoofd van Airavata.
De Thaise vorm van Airavata is Erawan.